# Robert K. Weiss

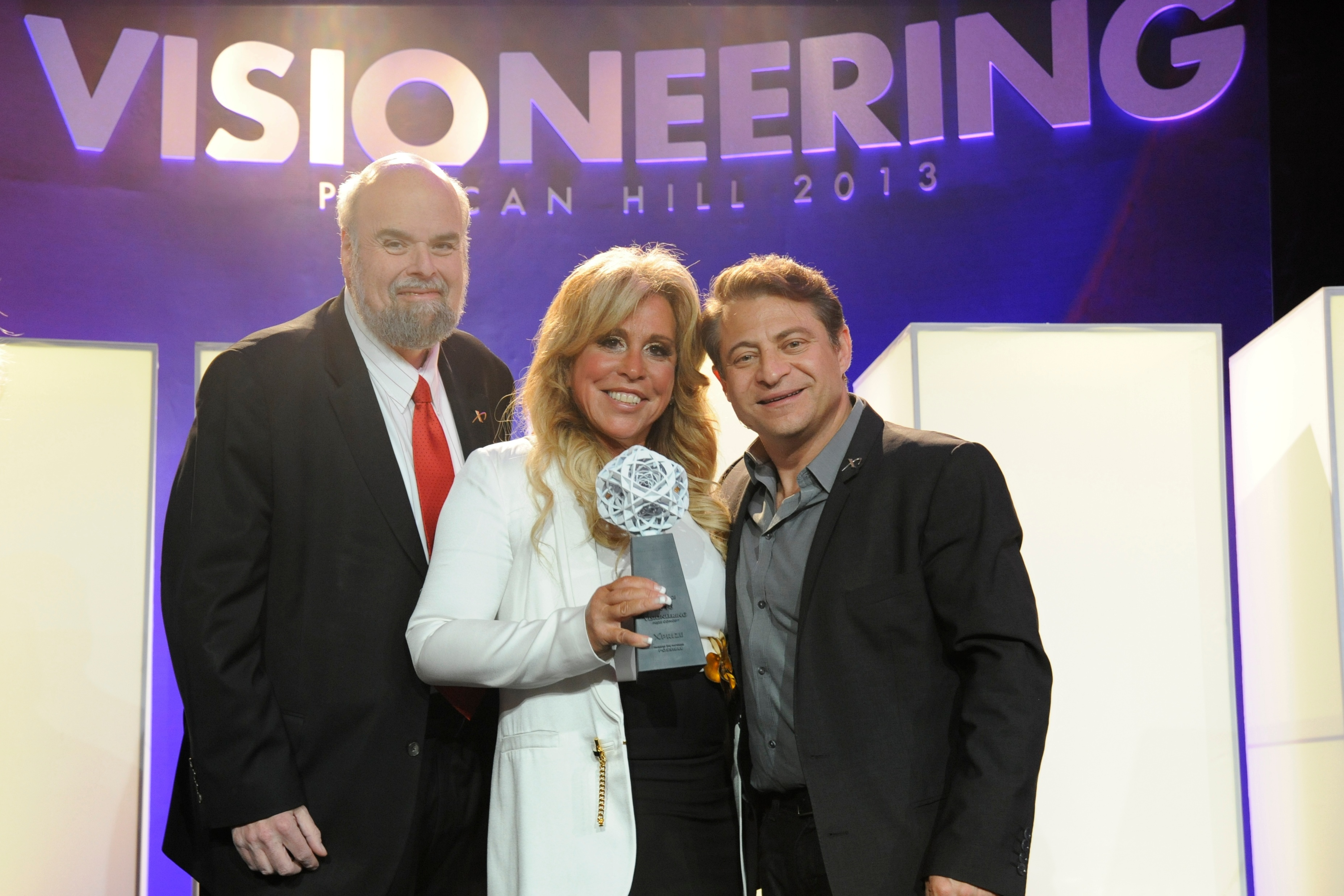
Vicepresidente y presidente de XPRIZE Robert K. Weiss, directora ejecutiva de Patriarch Partners Lynn Tilton, presidente y director ejecutivo de XPRIZE Dr. Peter H. Diamandis

Robert K. Weiss es un productor de cine.Colaborador desde los inicios de David Zucker, produciendo Kentucky Fried Movie (1977), la serie de TV Police Squad! (1982) y la trilogía de Naked Gun (Agárralo como puedas). Tras años sin colaborar juntos vuelven con Scary Movie 3 (2003) y Scary Movie 4 (2006). 
Otros trabajos de gran importancia y en solitario han sido la serie de televisión Sliders (1995-1997) que el mismo escribió o la producción The Blues Brothers (1980), película dirigida y escrita por John Landis.
También participó en el rodaje de Superhero!.